# Karl Mocker
Karl Mocker (* 22. November 1905 in Horatitz, Österreich-Ungarn; † 17. Juli 1996 in Schwäbisch Gmünd) war ein deutscher Jurist und Politiker (GB/BHE, später CDU).

## Leben und Beruf
Mocker war Sohn eines Oberlehrers. Er machte die Matura  am Realgymnasium Saaz und studierte Rechtswissenschaften und Nationalökonomie an der Deutschen Universität Prag. Er machte 1927 und 1929 die tschechoslowakischen juristischen Staatsprüfungen und wurde 1929 zum Doktor der Rechte promoviert, besuchte die Handelshochschule in Wien und arbeitete anschließend von 1935 bis 1945 als Rechtsanwalt mit Anwaltspraxis in Komotau im Sudetenland. Nach dem Zweiten Weltkrieg kam Mocker als Heimatvertriebener nach Schwäbisch Gmünd und ließ sich dort 1947 erneut als Rechtsanwalt nieder. Mocker war seit 1948 Vorsitzender des Landesverbandes der vertriebenen Deutschen in Württemberg und Mitglied im Bundesverband der Vertriebenen. Er hatte zudem Aufsichtsrats- und Verwaltungsratsmandate.

## Partei
In den 1930er Jahren war Mocker Mitglied der Sudetendeutschen Partei. Nach Anschluss des Sudetenlandes beantragte er am 15. Januar 1939 die Aufnahme in die NSDAP und wurde rückwirkend zum 1. November 1938 aufgenommen (Mitgliedsnummer 6.727.790). 1949 war Mocker Mitbegründer der Notgemeinschaft der Heimatvertriebenen in Württemberg-Baden. 1950 beteiligte er sich an der Gründung des GB/BHE, aus dem 1961 die GDP, deren Fraktionsvorsitzender er ab 1953 war, gebildet wurde. 1971 trat Mocker der CDU bei.

## Abgeordneter
Für den GB/BHE zog Mocker 1950 in den Landtag Württemberg-Badens ein und wurde dort zunächst stellvertretender Fraktionsvorsitzender der DG/BHE-Fraktion. Als Vorsitzender des „Landesverbandes der vertriebenen Deutschen“ in Baden-Württemberg unterschrieb er die Charta der deutschen Heimatvertriebenen. Die Fraktion des BHE erreichte, dass das in dieser Charta postulierte „Recht auf die Heimat“ in die Landesverfassung aufgenommen wurde. Als sich die DG/BHE-Fraktion kurz vor den gesamt-baden-württembergischen Landtagswahlen 1952 spaltete, wurde Mocker Fraktionsvorsitzender der BHE-Fraktion. 1952 wurde er in den Landtag des neuen Landes Baden-Württemberg gewählt, dieses Mandat legte er am 9. März 1954 nieder. Sein Nachfolger wurde Alexander Eschenbach. 1953 gelang Mocker der Sprung in den Deutschen Bundestag, dem er bis 1957 angehörte. Im Bundestag war er zunächst stellvertretender Vorsitzender seiner Fraktion, bevor er am 15. März 1955 Fraktionsvorsitzender wurde. Er legte am 26. April 1956 sein Amt als Fraktionschef im Bundestag nieder. Von 1950 bis 1960 und 1963 bis 1964 war Mocker erneut Mitglied des Landtags von Württemberg-Badeb bzw. Landtagsabgeordneter in Baden-Württemberg für den GB/BHE und für deren Nachfolgepartei GDP, deren Parlamentsarbeit sich infolge interner Streitigkeiten und Parteiaustritten vor der Landtagswahl 1964, bei der die GDP die Fünfprozenthürde deutlich verfehlte, zunehmend schwierig gestaltete.

## Öffentliche Ämter
Am 8. Juni 1972 wurde Mocker als Nachfolger von Josef Schwarz Staatssekretär für Vertriebenenfragen in Baden-Württemberg mit Sitz und Stimme im Kabinett. Aus Altersgründen schied er bei der Regierungsneubildung am 2. Juni 1976 aus diesem Amt aus.

## Ehrungen
- Großes Bundesverdienstkreuz mit Stern
- Verdienstmedaille Baden-Württemberg
- Verfassungsmedaille in Gold Baden-Württemberg

## Familie
Karl Mocker war katholisch, verheiratet mit Willa Mocker, geborene Lienert, und hatte einen Sohn (Rüdiger).